# スカボリーニ・ペーザロ

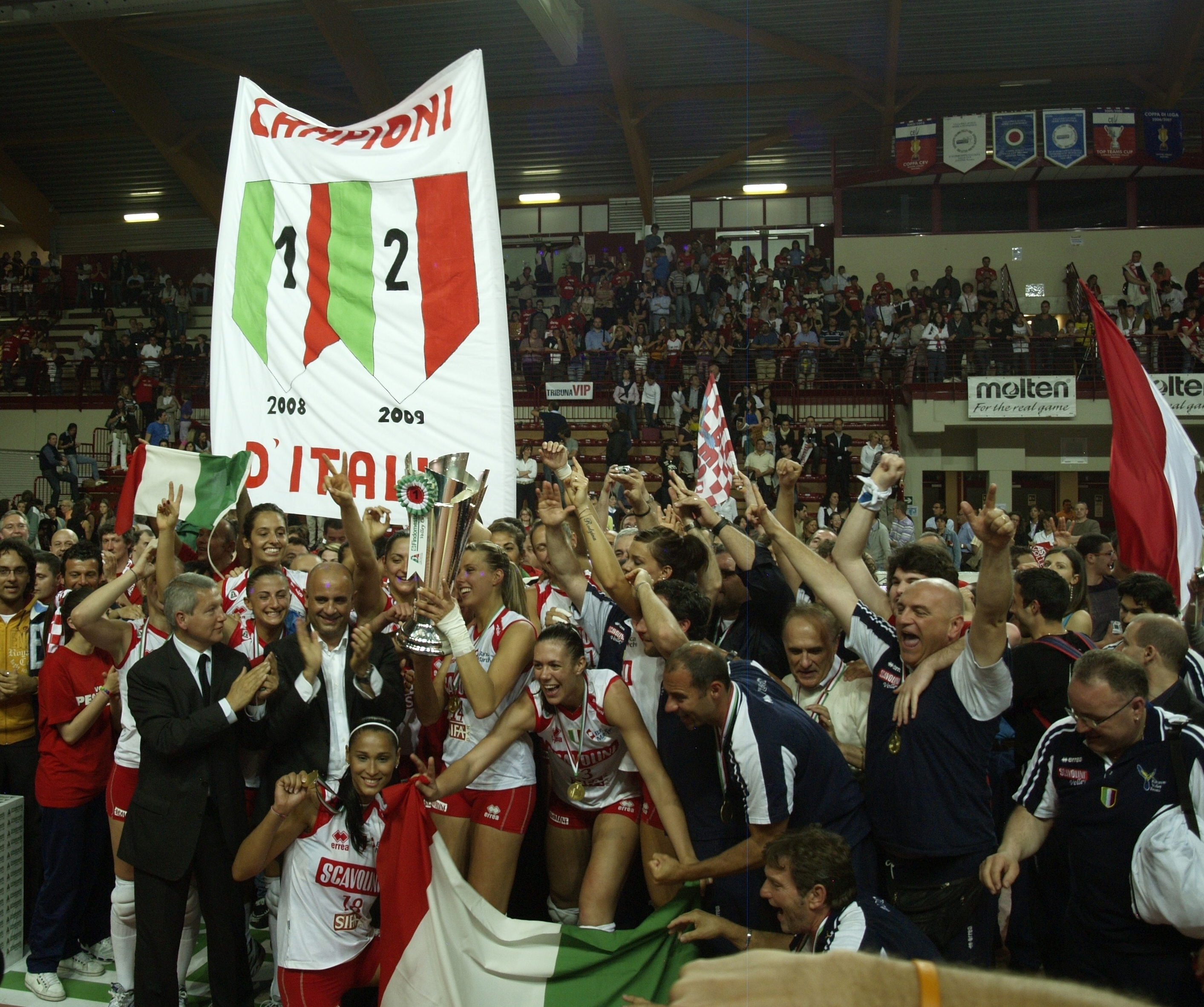
2008-2009 リーグ2連覇達成のペーザロ

スカボリーニ・ペーザロ（Scavolini Pesaro）は、イタリア・ペーザロを本拠地とする女子バレーボールクラブチーム。通称はペーザロ。

## 歴史
1967年創設。2003年にA2レギュラーシーズン5位、A2プレーオフで優勝し、セリエA1へ昇格を果たした。2008年、2009年のリーグ戦では圧勝し2連覇を達成。2010年、プレーオフ・ファイナルでヴィッラ・コルテーゼを3連勝で降し、3連覇を飾った。

## 主な成績
セリエA
- 優勝：2008、2009、2010

 コッパ・イタリア
- 優勝：2009

 イタリア・スーパーカップ
- 優勝：2006、2008

 CEVカップ
- 優勝：2006、2008

## 歴代所属選手
- クリスティアネ・フュルスト
- マレン・ブリンカー
- シェイラ・カストロ
- マリアーネ・ステインブレシェル
- ジャケリネ・カルバリョ
- シモーナ・リニエーリ
- セレナ・オルトラーニ
- ナディア・チェントーニ
- アントネッラ・デルコーレ
- マルティーナ・グイッジ
- ジュリア・ロンドン
- カロリーナ・コスタグランデ
- バレンティーナ・ティロッツィ
- モニカ・デジェンナーロ
- ノエミ・シニョリーレ
- リンゼイ・バーグ
- デスティニー・フッカー
- ローレン・ギブマイヤ
- アレクサンドラ・クラインマン
- カタジナ・スコブロニスカ
- ベレニカ・オクニェフスカ
- エルケ・バインホーフェン
- マノン・フリール
- セナ・ウーシッチ
- ドラガナ・マリンコビッチ
- モレーノ・ピーノ・ケニー
- パオラ・アンプディア
- フリエタ・ラスカノ
- ナターワン・ガシモワ

## ユニフォーム
ホーム
- メインカラーのレッド。シャツネームと背番号はホワイト。

アウェイ
- サブカラーのホワイトとレッド。シャツネームと背番号はレッド。

リベロ
- 反対色を着用。